# Limenitis nuydai
Limenitis nuydai är en fjärilsart som beskrevs av Shirôzu och Saigusa 1970. Limenitis nuydai ingår i släktet Limenitis och familjen praktfjärilar. Inga underarter finns listade i Catalogue of Life.